# Kornél Pajor
Kornél Pajor (1er juillet 1923 à Budapest - 12 mai 2016), est un ancien champion du monde de patinage de vitesse originaire de Hongrie.

## Biographie
En 1943, Pajor est un jeune patineur prometteur de 19 ans du fait de la Seconde Guerre mondiale, les compétitions étaient rares. À Klagenfurt en Autriche, lors d'une des rares compétitions de cette année, il gagne le 3 000 m. Après la guerre, les compétitions de patinage reviennent lentement à la normale et Pajor participe aux Jeux olympiques d'hiver de 1948 de Saint-Moritz avec une quatrième place comme meilleur résultat dans le 10 000 m.
L'année suivante, 1949, s'est avéré la meilleure année de Pajor : il devient champion de Hongrie toutes épreuves pour la quatrième fois et remporte une médaille de bronze aux Championnats d'Europe toutes épreuves tout en établissant un nouveau record national du 5 000 m durant ces championnats. Lors de l'épreuve du 10 000 m, il patine un temps de 16 min 58 s 7, ce qui est plus rapide que le record du monde datant de neuf ans de Charles Mathiesen (17 min 01 s 5). Toutefois, le norvégien Hjalmar Andersen devient le nouveau détenteur du record du monde de 10 000 m en patinant un encore plus rapide de 16 min 57 s 4. Deux semaines plus tard lors des Championnats du monde toutes épreuves de 1949  à Oslo en Norvège, Pajor gagne l'or, faisant de lui le premier patineur hongrois à devenir champion du monde toutes épreuves. En 2011, il reste le seul hongrois, homme ou femme, à gagner une médaille aux Championnats du monde de patinage de vitesse.
Après ces championnats du monde de 1949, Pajor ne rentre pas chez lui et fait défection à la Hongrie. Quand Pajor participe aux Championnats du monde toutes épreuves en 1951 et remporte une médaille de bronze, il ne représente aucun pays. L'International Skating Union (ISU) lui permet de participer en tant que « patineur indépendant » qui représente l'ISU. En 1952, patinant pour le IF Castor (Idrottsföreningen Castor) de Östersund en Suède, Pajor gagne la médaille de bronze aux championnats d'Europe toutes épreuves qui ont lieu dans sa nouvelle ville de Östersund, représentant la Suède.
En Suède, il a travaillé comme architecte et avait son propre cabinet d'architecte à Djursholm.

## Médailles
| Championships                           | Médaille d'or       | Médaille d'argent | Médaille de bronze |
| Jeux olympiques d'hiver                 | –                   | –                 | –                  |
| Championnats du monde toutes épreuves   | 1949                | –                 | 1951               |
| Championnats d'Europe toutes épreuves   | –                   | –                 | 1949 1952          |
| Championnats de Hongrie toutes épreuves | 1944 1947 1948 1949 | 1943              | –                  |

## Record du monde
Durant sa carrière, Pajor bat un record du monde :
| Épreuve | Résultat     | Date           | Lieu  |
| ------- | ------------ | -------------- | ----- |
| 5 000 m | 8 min 13 s 5 | 5 février 1949 | Davos |

## Records personnels
La colonne RM indique les records du monde officiels sur les dates auxquelles Pajor a réalisé ses records personnels.
| Épreuve  | Résultat      | Date            | Lieu  | RM            |
| -------- | ------------- | --------------- | ----- | ------------- |
| 500 m    | 44 s 1        | 3 février 1951  | Davos | 41 s 8        |
| 1 500 m  | 2 min 16 s 5  | 27 janvier 1952 | Davos | 2 min 12 s 9  |
| 3 000 m  | 4 min 47 s 5  | 24 janvier 1953 | Davos | 4 min 45 s 7  |
| 5 000 m  | 8 min 13 s 5  | 5 février 1949  | Davos | 8 min 13 s 7  |
| 10 000 m | 16 min 58 s 7 | 6 février 1949  | Davos | 17 min 01 s 5 |

À noter que le record personnel de Pajor sur le 10 000 m n'est pas un record du monde car Hjalmar Andersen a fait un temps de 16 min 57 s 4 lors de la même course.
Pajor a un score de Adelskalender de 189.885 points. Son plus classement dans le Adelskalender a été la septième place.